# Neogramscismo
Neogramscismo, ou neogramscianismo, aplica uma abordagem de teoria crítica para o estudo das relações internacionais (RI) e da economia política internacional (EPI) que explora a interface de ideias, instituições e capacidades materiais à medida que moldam os contornos específicos da formação do Estado. A teoria é fortemente influenciada pelos escritos de Antonio Gramsci.
O neogramscismo analisa como a constelação particular das forças sociais, o Estado e a configuração ideacional dominante definem e sustentam as ordens mundiais. Nesse sentido, a abordagem neogramscista quebra o impasse de décadas entre as escolas de pensamento realistas e as teorias liberais ao historicizar os fundamentos muito teóricos dos dois fluxos como parte de uma determinada ordem mundial e encontrar a relação interligada entre agência e estrutura. Além disso, Karl Polanyi, Karl Marx, Max Weber, Niccolò Machiavelli, Max Horkheimer, Theodor Adorno e Michel Foucault são citados como principais fontes dentro da teoria crítica das relações internacionais.

## Origens
O início da perspectiva neogramscista pode ser atribuído ao professor emérito da Universidade de Iorque, Robert W. Cox, em seus artigos Social Forces, States and World Orders: Beyond International Relations Theory ("Forças sociais, Estados e ordens mundiais: além da teoria das relações internacionais"), no Millennium 10 (1981) 2 e Gramsci, Hegemony and International Relations: An Essay in Method ("Gramsci, Hegemonia e Relações Internacionais: um Ensaio no Método"), publicado no Millennium 12 (1983) 2. Em seu artigo de 1981, Cox exige um estudo crítico das RI, em oposição às teorias usuais de "resolução de problemas", que não interroga a origem, a natureza e o desenvolvimento das estruturas históricas, mas aceitam, por exemplo, os estados e as relações (supostamente) "anárquicas" entre eles como kantiana e dinge e sich.
No entanto, Cox rejeita o rótulo "neogramscista", apesar do fato de que, num artigo de seguinte, ele mostra como o pensamento de Gramsci pode ser usado para analisar estruturas de poder dentro da EPI. Particularmente, o conceito de hegemonia de Gramsci, muito diferente da concepção realista da hegemonia, parece fecundo. A teoria do estado de Gramsci, sua concepção de "blocos históricos" - configurações dominantes de capacidades materiais, ideologias e instituições como quadros determinantes para ação individual e coletiva - e de elites que atuam como "intelectuais orgânicos" que forjam blocos históricos também são considerados úteis.
A abordagem neogramsciana também foi desenvolvida em linhas bastante diferentes pelo colega de Cox, Stephen Gill, professor de pesquisa de ciência política na Universidade Iorque em Toronto. Gill contribuiu para mostrar como a Comissão Trilateral de elite atuou como um "intelectual orgânico", forjando a ideologia (atualmente hegemônica) do neoliberalismo e o chamado "Consenso de Washington" e mais tarde em relação à globalização do poder e da resistência em seu livro Power and Resistance in the New World Order ("Poder e Resistência na Nova Ordem Mundial", Palgrave 2003). Gill também associou-se com a fellow acadêmica canadense A. Claire Cutler para lançar um volume de inspiração neogramscista intitulado New Constitutionalism and World Order ("Novo Constitucionalismo e Ordem Mundial" - Cambridge 2014). O livro reúne uma seleção de teóricos críticos e neogramscistas para analisar o poder disciplinar das inovações legais e constitucionais na economia política global. A co-editora A. Claire Cutler foi uma estudiosa pioneira detalhando uma teoria neogramsciana do direito internacional. Fora da América do Norte, a chamada "Escola de Amsterdã" em torno de Kees Van Der Pijl e Henk Overbeek (na Vrije Universiteit Amsterdam) e pesquisadores individuais na Alemanha, especialmente em Düsseldorf, Kassel e Marburg, bem como no Centro de Economia Política Global na Universidade de Sussex no Reino Unido e em outras partes do mundo, adotaram o método crítico neogramscista.

## Fundamentos
Nas principais abordagens da economia política internacional ou global, a centralidade ontológica do estado não está em questão. Em contraste, o neogramscismo, usando uma abordagem que Henk Overbeek, professor de Relações Internacionais na Vrije Universiteit Amsterdam, liga ao materialismo histórico transnacional, "identificando a formação do estado e a política entre estados como momentos da dinâmica transnacional da acumulação de capital e formação de classes".
O neogramscismo percebe a soberania do Estado como subjugada a um sistema econômico global marcado pelo surgimento de um sistema financeiro transnacional e um correspondente sistema de produção transnacional. Os principais atores desses sistemas, corporações multinacionais e instituições financeiras internacionais, como o Banco Mundial e o FMI, evoluíram para um "bloco histórico transnacional" que exerce hegemonia global (em contraste com a visão realista da hegemonia como o "poder predominante de uma estado ou um grupo de estados "). O bloco histórico adquire sua autoridade através do consentimento tácito da população governada obtida através de técnicas coercivas de persuasão intelectual e cultural, em grande parte ausente de violência. Ele se liga a outros grupos sociais envolvidos nas lutas políticas para expandir sua influência e busca solidificar seu poder através da padronização e liberalização das economias nacionais, criando um único regime regulatório (por exemplo, Organização Mundial do Comércio).
Existem forças poderosas que se opõem ao progresso deste bloco histórico que podem formar contra-semelhanças para desafiá-lo como parte de uma luta de classes aberta. Estes podem incluir neo-mercantilistas que dependem da proteção de tarifas e subsídios estatais, ou alianças de países menos desenvolvidos, ou movimentos feministas e ambientalistas no oeste industrializado. Se uma contra-hegemonia cresce o suficiente, é capaz de inserir-se e substituir o bloco histórico em que nasceu. Neogramscistas usam os termos maquiavélicos "guerra de posição" e "guerra de movimento" para explicar como isso é possível. Em uma guerra de posição, um movimento contra-hegemônico tenta, através da persuasão ou da propaganda, aumentar o número de pessoas que compartilham sua visão sobre a ordem hegemônica; em uma guerra de movimento, as tendências contra-hegemônicas derrubaram firmemente, violentamente ou democraticamente, a hegemonia atual e se estabeleceram como um novo bloco histórico.